# Гацо Саракинче
Гацо Саракинче е български търговец и общественик, деец на късното Българско възраждане в Македония.

## Биография
Роден е вероятно в 60-те години на XIX век във воденското село Саракиново, тогава в Османската империя, днес в Гърция. Произхожда от българския род Саракинови. Мести се във Воден, където взима дейно участие в обществените дела на българите в града и става лидер на Воденската българска община. Във Воден заедно с трима приятели Гацо Саракинче основава дружество, което продава дървесина на едро в големия македонски град Солун. Търговията на дружеството върви добре и в 1892 година Гацо Саракинче взима участие в Международния панаир в Пловдив.
Умира рано – на 40 години.
Има трима сина и три дъщери, като негов син е българският революционер Георги Саракинов.